# ゴールデン・ハインド
ゴールデン・ハインド（Golden Hind）は、イングランド王国のガレオン船。「16世紀半ばのキャラック船からガレオン船への移行期の軍艦」とされている。
エリザベス朝時代、フランシス・ドレークが用いた私掠船として有名。ジョン・ホーキンスがフランス軍艦を参考にして改良した新しいガリオン船である。
元々の船名は「ペリカン」だったが、1577年から1580年にかけて行われた地球一周航海の途上の1578年8月20日に支援者のひとりクリストファー・ハットン卿を称えて、ハットン家の紋章「黄金の牝鹿 (Golden Hind)」 にちなんで改名された。

## 船歴
イングランド女王エリザベス1世は、マゼラン海峡を通過し南米大陸の西海岸を探検するフランシス・ドレークの遠征隊への支援を決めた。ドレークは、この探検で自身と女王に利益をもたらすと同時にスペインに最大の損害を与えることを約束した。出港前にドレークは女王に拝謁し、「スペイン王にこれまでイングランドが受けた多くの傷の代償を払わせます」と誓った。
ドレークの遠征隊の表向きの目的は、「新しい航路の発見」だった。 しかし、彼らはエリザベス1世からの非公式な支援を得て、 私掠船団として行動した。
ドレイクの遠征隊は1577年12月に総員164名で5隻の小型船で出航し、1578年初頭にブラジルの海岸に到着した。
1579年3月1日、「ゴールデン・ハインド」は現在のエクアドル沖の太平洋上でスペインのガレオン船「聖母マリア号」を襲撃し、これを拿捕した。この船には26tの銀、500kgの黄金のほか磁器、宝石、硬貨など総額36万ペソ（2017年の試算で約4億8千万ポンド）の財宝が積まれており、これらを積み替えるだけでも6日間を要したという。
1580年9月26日、ドレークは80名の乗員中56人と戦利品を乗せた「ゴールデン・ハインド」をプリマスに向けて出港させた。帰国した船はプリマス近くのサルタッシュ城で王家の衛兵の監視の下で荷降ろしを行った。積荷の中には、当時は同じ重さの金と交換で取引されていたモルッカ諸島産のクローブ6tも含まれていた。積荷の売り上げは遠征隊に出資された総額の47倍の利益を出し、出資額に応じて配分された。その内の半分にあたる30万ポンドがエリザベス1世と国庫に納められ、女王個人の取り分だけでも16万ポンドに達した。その資金で当時のイングランド政府が抱えていた負債が清算され、残金は国策会社のレヴァント会社に投資され、同社はイギリス東インド会社の基となった。
1581年4月4日、エリザベス1世は「ゴールデン・ハインド」を訪れ、船上においてドレイクへのナイトの称号の授与式が執り行われた。「ゴールデン・ハインド」はその後、エリザベス１世の意向により、テムズ川河口に近いデトフォードに記念艦として保存された。
「ゴールデン・ハインド」はエリザベス1世が亡くなってから45年後の1650年頃までデトフォードに係留され、最終的に船体が朽ちてしまったことから解体された。

## 遺産
1668年、デトフォードの商店主ジョン・デイヴィスは、「ゴールデン・ハインド」の残骸の中で最も状態の良好な木材から椅子を作り、オックスフォード大学ボドリアン図書館に寄贈した。この椅子のレプリカがオックスフォード大クライスト・チャーチ・カレッジの大ホールとデヴォン州のバックランド・アビー（旧ドレイク邸）に残っており、現在はナショナル・トラストが管理している。
ロンドンのミドル・テンプルのホール内に置かれた「ドレイクのカップボード (Dreake's Cupboard)」と呼ばれるテーブルも、 「ゴールデン・ハインド」の木材から作られたという言い伝えがある。ミドル・テンプルの入会の儀式では、新会員がこのテーブルに置かれた名簿に署名することが慣例となっている。またホールの入り口に掛けられたランタンも、かつては「ゴールデン・ハインド」の船尾に掛けられていたものが使われていたというが、こちらは第二次世界大戦の空襲で焼失し、現在はレプリカが掛けられている。

## レプリカ
現在、イギリスに2隻のレプリカが存在している。

### エセックス
エセックス州サウスエンド＝オン＝シーのピーター・パン公園（現アドベンチャー・アイランド）内に1947年から建造が開始され、蝋人形館とともに1949年に開場した。1990年代に入り、入場者の減少と維持費の高騰に加え、傷んだ木造部分の大幅な改修の必要性から1997年に一旦閉鎖され、黒髭の「アン女王の復讐号」のレプリカに改装され営業を再開したが、2013年に解体された。

### デヴォン
デヴォン州ブリックハムの港（北緯50度23分48秒 西経3度30分46秒 / 北緯50.39667度 西経3.51278度）に係留されている。
初代は1961年から1962年にかけてITVで放送されたテレビドラマ『サー・フランシス・ドレイク』の撮影に使用するため漁船を25,000ポンドかけて改造した物で、実物にはあった炊事場や砲列甲板が省略されていた。この船は1987年に曳航中にダートマス近海で沈没した。
1988年に完成した2代目はオリジナルを原寸大で再現したもので、鋼鉄製の艀を基に建造されており、 自力航行は出来ない。毎年、多くの観光客が訪れている。

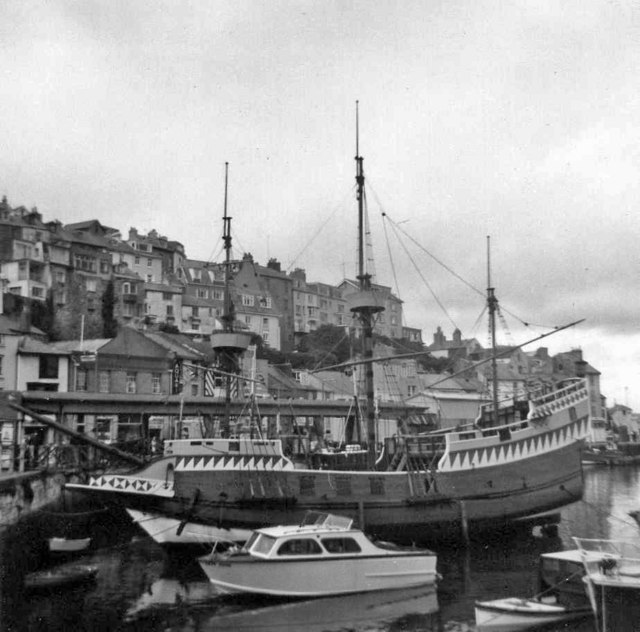
初代レプリカ（1968年撮影）
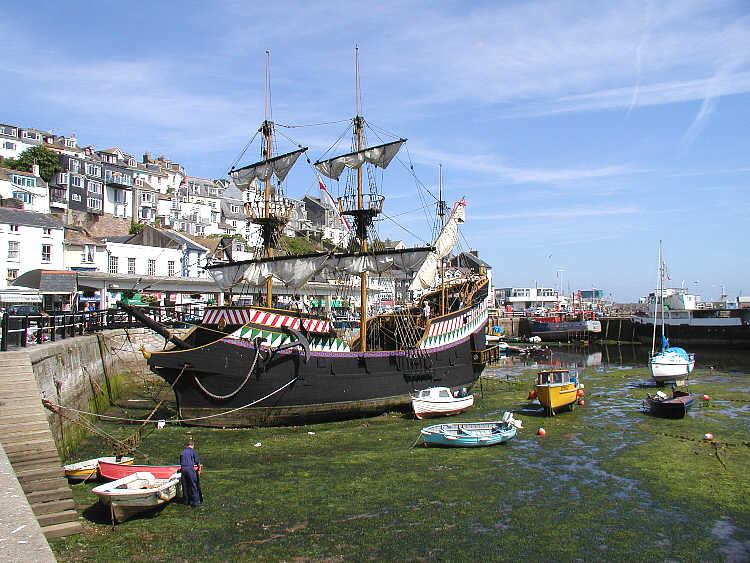
2代目レプリカ（2003年撮影）

### ロンドン

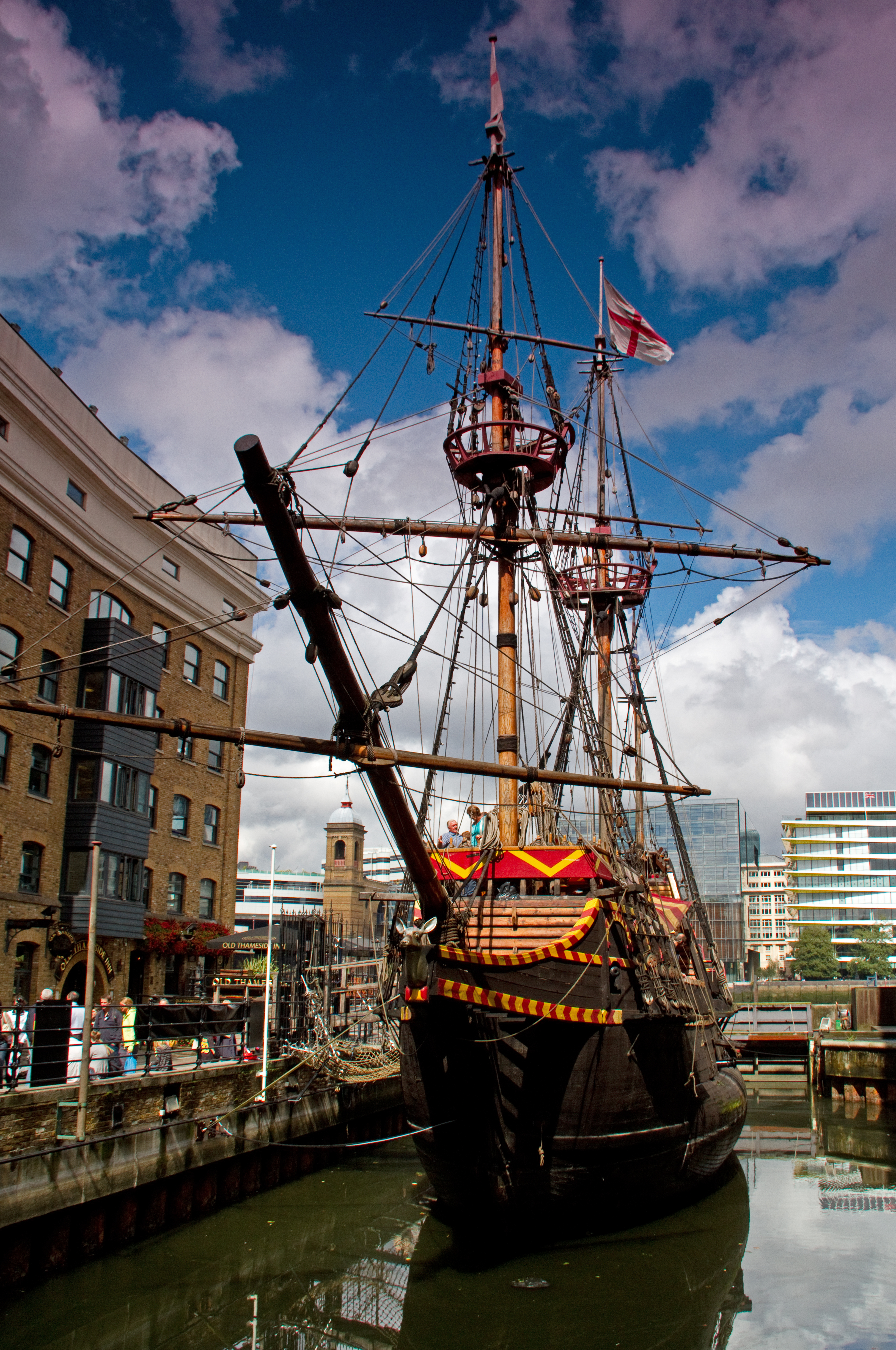
ロンドンのレプリカ

オリジナルを原寸大かつ自力航行可能な状態で再建造したもので、再現するための研究と建造には3年間を要した。デヴォン州アップルドアで建造され1973年に進水した。
1974年、プリマスから処女航海に出発し1975年5月8日にアメリカのサンフランシスコに到着した。次に太平洋を横断して日本を訪れ、横須賀の田浦港に半年間停泊し、テレビドラマ『SHŌGUN』の撮影に参加した。その後は地球を1周して1979年にイギリスに戻った。1984年までは博物館船として係留・公開された。
1984年から1985年にかけて、ブリテン諸島周辺を航海し、次いで大西洋を越えてカリブ海のセント・トーマス島を訪れた。1986年、パナマ運河を通過してカナダのバンクーバーに向かい、同地で行われていたEXPO86のマリンプラザに展示された。万博終了後はアメリカ西海岸の各都市を訪問し、1988年に再びパナマ運河を通過し、メキシコ湾岸とアメリカ東海岸の各都市を訪問した。1992年に帰国し、次の4年間はヨーロッパの各港を訪問した。それらの航海の総延長は140,000マイル (230,000 km) に達する。
1996年以降は再び博物館船としてロンドンのサザーク区バンクサイドにあるセントメアリー・オービー・ドックに係留されて一般公開されており、さまざまな教育プログラムに活用されている。